# Constance M. Burge
Constance "Connie" M. Burge (Filadelfia, 6 de agosto de 1957) es una escritora, guionista y productora estadounidense, conocida por su creación de la conocida serie de televisión de los años 90 Charmed'.

## Trayectoria
Además, Burge escribió y produjo la miniserie Savannah, y fue la escritora de Judging Amy, Ally McBeal y Boston Public, y ha producido muchos otros espectáculos. Dejó su puesto de productora ejecutiva en Charmed debido a un desacuerdo con el productor ejecutivo Brad Kern, aunque continuó como asesora ejecutiva hasta la 4ª temporada cuando dejó la serie para producir otros espectáculos. Hasta 2015, Burge trabajó como consultora, productora y escritora para la serie de USA Network, Royal Pains.

## Filmografía

### Escritora
- Savannah (1996)
- Charmed (1998–2006)
- Ally McBeal (2001–2002)
- Boston Public (2003; contratada por David E. Kelley)
- Judging Amy (2004–2005)
- In Plain Sight (2008)
- The Starter Wife (2008)
- Eureka (2009)
- Royal Pains (2009–16)

### Creadora
- Savannah (1996–1997)
- Charmed (1998–2006)

### Productora
- Savannah (1996–1997), co-ejecutiva y supervisora de producción.
- Charmed (1998–2002), productora ejecutiva.
- Ally McBeal (2001–2002), asesora de producción.
- Público de Boston (2003), asesora de producción.
- Ed (2003–2004), asesora de producción.
- CMT Got Me in with the BAnd (2004), productora asociada.
- Judging Amy (2004–2005), asesora de producción.
- Gigantes de jardín: Todavía Creciendo (2005), asocia productor.
- Sugar Rush (2005), productor de línea.
- En Vista Sencilla (2007–2008), coproductora ejecutivo.
- The Starter Wife (2008), coproductor ejecutivo.
- Eureka (2009), consultando productor.
- Cool Tools (2009, 2010), productor de línea.
- Royal Pains (2009–2015), asesora, coproductora ejecutivo y ejecutivo.
- The Fosters (2016–), asesora, coproductor ejecutivo y ejecutivo.